# 阿尔卡拉街
阿尔卡拉街（Calle de Alcalá）是西班牙首都马德里最长的街道，西起太阳门广场，向东北方延伸10.5公里，一直到达市区的东北边缘。蘇格蘭旅遊作家亨利·戴维·英格利斯曾於1837年將之形容為「長，寬闊，兩側是壯觀及各風格的建築」（long, of superb width, and flanked by a splendid range of unequal buildings）。

## 历史
阿尔卡拉街是马德里最古老的街道之一。这条街是通往埃纳雷斯堡（Alcalá de Henares）乃至阿拉贡的旧道路，因而得名，今天行走这条路线的是A-2高速公路。沿着这条街的地标包括西贝莱斯广场、阿尔卡拉门、西班牙教育部、塞万提斯学院总部大楼、西班牙银行大楼、丽池公园和拉斯班塔斯斗牛场。